# جزر الكلاب

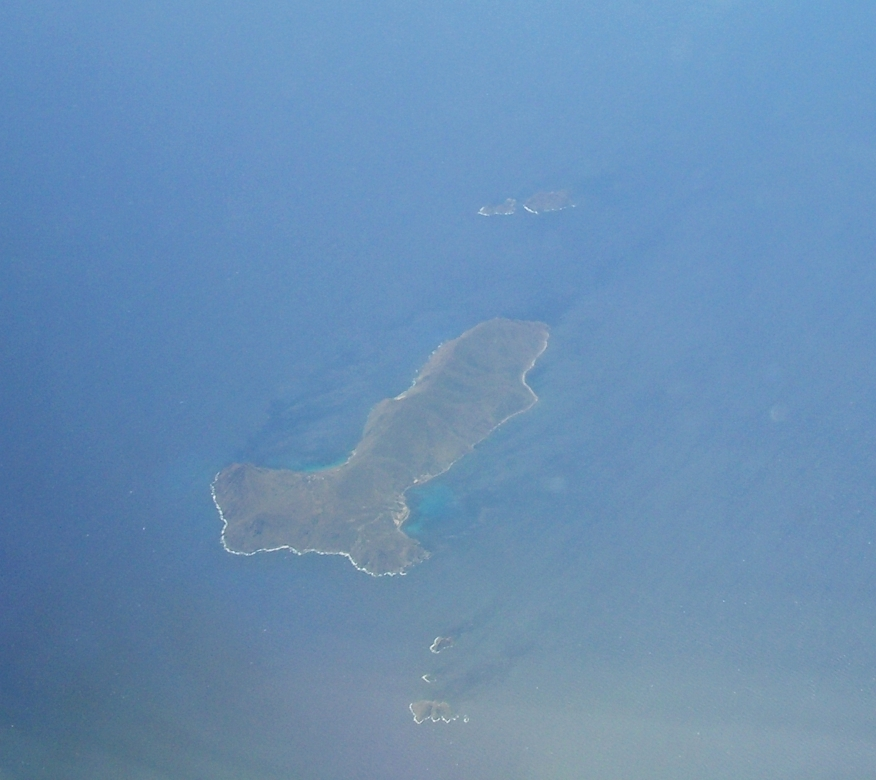
صورة جوية: جزر الكلاب (3 جزر في الأسفل)، جزيرة جالطة (الجزيرة الكبرى في الوسط)، جزيرتا جاليطون والفوشال (في الأعلى)

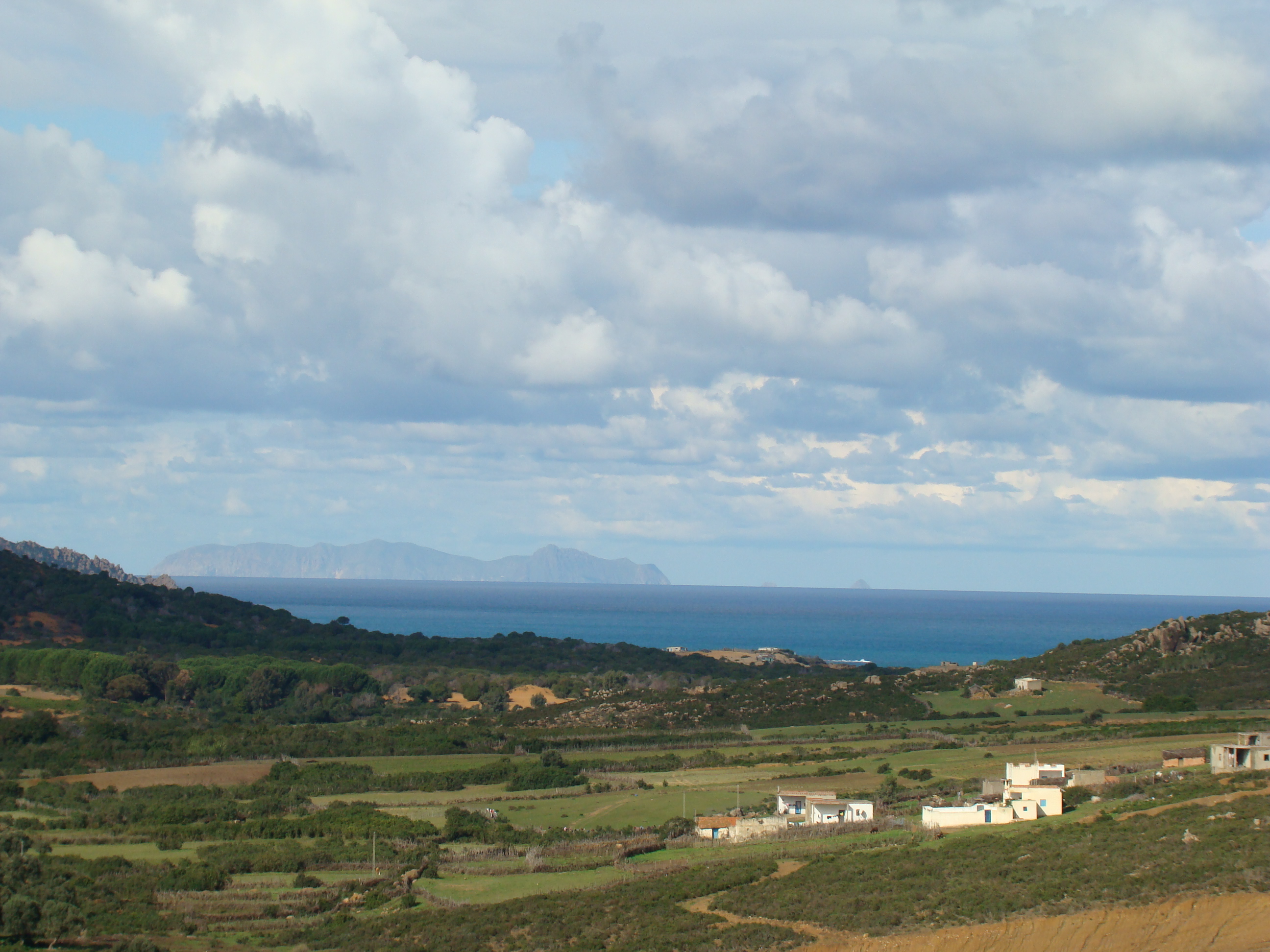
جزيرة جالطة وجزر الكلاب (على يمين جزيرة جالطة) كما ترى من رأس سيرات

جزر الكلاب هي مجموعة ثلاث جزر صغيرة تقع شمال شرقي جزيرة جالطة على بعد يتراوح بين كلم واحد وكيلومترين اثنين، وجميعها قبالة الساحل الشمالي للبلاد التونسية وهي تابعة لولاية بنزرت. وتبلغ مساحة جزر الكلاب مجتمعة 12.5 هكتارا، وهذه الجزر هي:
- القالو (بالإيطالية: Gallo) أو الديك وهي أكبرها ولها من الارتفاع 119 متر فوق سطح البحر، وتعتبر أبعد نقطة في البلاد التونسية باتجاه الشمال،
- أما الأخريان فهما: البولاسترو (بالإيطالية: Pollastro) أو الفرخ، والقالينا (بالإيطالية: Gallina) أو الدجاجة، وتعتبران أقل أهمية.

ومن تسمية تلك الجزر يتضح تأثير الإيطاليين الذين كانوا يعيشون بجالطة حتى ستينات القرن العشرين.